# آثار محدوده مسجد رسول
آثار محدوده مسجد رسول  مربوط به دوران‌های تاریخی پس از اسلام است و در شهرستان بم، ۱ کیلومتری حصار شرقی ارگ بم واقع شده و این اثر در تاریخ ۲۵ اسفند ۱۳۷۹ با شمارهٔ ثبت ۳۵۰۸ به‌عنوان یکی از آثار ملی ایران به ثبت رسیده است.